# Рахно Олександр Якович
Рахно Олександр Якович (нар. 26 грудня 1959 р, у с. Вяртсіля Сортавальського району Карельської АРСР) — кандидат історичних наук, доцент, завідувач кафедри історії та археології України при Навчально-науковому інституті історії, етнології та правознавства ім. О. М. Лазаревського Чернігівського національного педагогічного університету ім. Т. Г. Шевченка.

## Біографія
Народився 26 грудня 1959 р, у с. Вяртсіля Сортавальського району Карельської АРСР. У 1985 р. закінчив історичний факультет Чернігівського педінституту ім. Т. Г. Шевченка. Впродовж 1985–1992 рр. працював референтом Чернігівської обласної організації товариства «Знання». З лютого 1992 р. лаборант, а з вересня 1992 р. — асистент кафедри історії та археології України Чернігівського педінституту ім. Т. Г. Шевченка. У 1998–2001 рр. аспірант кафедри історії та археології України Чернігівського педуніверситету ім. Т. Г. Шевченка. З вересня 2001 р. — старший викладач, доцент кафедри історії та археології України, заступник директора Інституту історії, етнології та правознавства імені О. М. Лазаревського з навчальної роботи. У жовтні 2003 р. у Харківському національному університеті ім. В. Каразіна захистив дисертацію на здобуття наукового ступеня кандидата історичних наук "Олександр Русов у науковому і громадсько-політичному житті України (друга половина ХІХ — початок ХХ ст.) Відмінник освіти України 2009 р. З листопада 2011 р. — виконувач обов'язків завідувача кафедри історії та археології України.

## Викладацькі курси
Вступ до історії, історія України першої половини ХХ ст.

## Коло наукових інтересів
- історія України ХІХ — початку ХХ століття
- історія Чернігівського земства

## Наукові роботи
- Олександр Русов у науковому і громадсько-політичному житті України (друга половина XIX — початок ХХ ст.)
- Чернігівські земці (історико-біографічні нариси): монографія / О. Я. Рахно; Черніг. держ. пед. ун-т ім. Т. Г. Шевченка, Нац. спілка краєзнавців України, Черніг. обл. орг. — Чернігів: Черніг. обереги, 2009. — 350 c. — укр.
- Щоденники та спогади / О. О. Русов; НАН України, Черніг. нац. пед. ун-т ім. Т. Г. Шевченка, Ін-т укр. археографії та джерелознавства ім. М. С. Грушевського, Нац. спілка краєзнавців України. — Чернігів: Десна Поліграф, 2011. — 317 c. — укр. — рус.
- Чернігівське губернське земство та вшанування пам'яті Т. Г. Шевченка / О. Я. Рахно // Укр. біографістика. — 2014. — Вип. 11. — С. 190–200. — укр.
- Земський лікар А. Г. Розенель: віхи життя та діяльності / О. Рахно // Ніжинська старовина. — 2012. — Вип. 13. — С. 129–136. Режим доступу